# Lucky Imaging

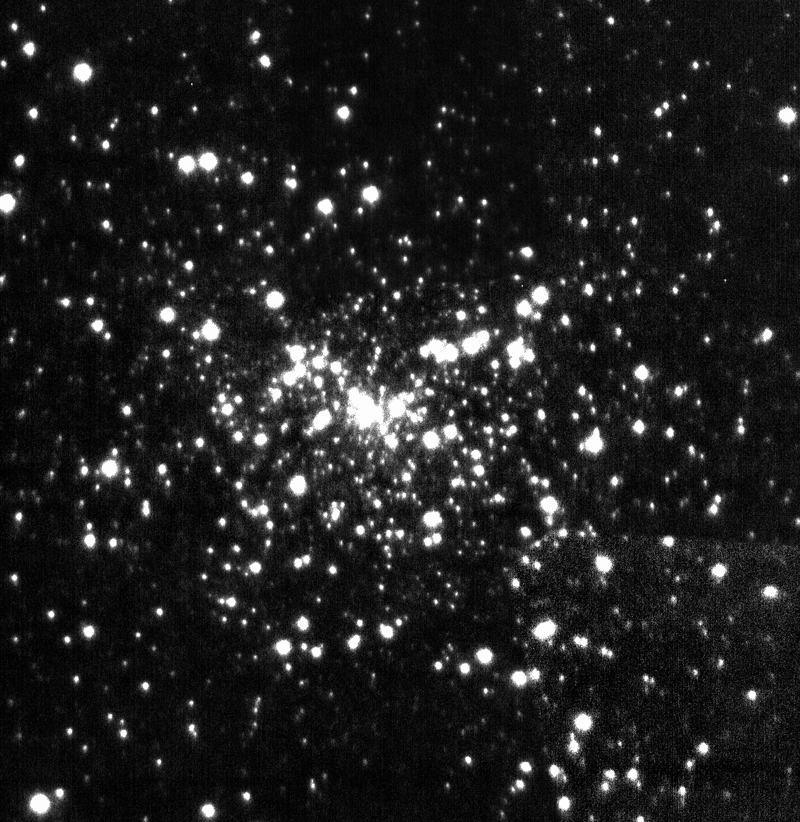
„Lucky Image“ des Kerns von M15

Lucky Imaging ist eine Variante der Speckle-Interferometrie und wird hauptsächlich in der Astrofotografie benutzt. Die Technik dahinter steckt in einer Kamera, die ausreichend kurze Belichtungszeiten erlaubt. Die Belichtungszeiten sind dann ausreichend kurz, wenn die von der Erdatmosphäre verursachten optischen Störungen sich in dieser Zeitspanne nicht oder nur minimal ändern.
Beim Lucky Imaging mit Belichtungszeiten von typischerweise einigen zehn Millisekunden werden aus vielen – oft mehreren Tausend – Einzelbildern die besten beispielsweise 10 % aller Bilder ausgewählt. Diese werden an einem Referenzpunkt markiert und daraus mit der Shift-and-add-Methode ein endgültiges Bild erzeugt. Das Ergebnis führt zu einem Bild mit verbesserter Auflösung im Vergleich zu einer gleich lang belichteten Aufnahme.
Die Tatsache, dass die von der Erdatmosphäre verursachten optischen Störungen zufällig zwischen geringen und starken Störungen schwanken, erlaubt die Auswahl genau der Aufnahmen mit den geringsten optischen Störungen; daher die damit verbundene Bezeichnung Lucky Imaging für die während der Bilderstellung stattfindende Beschränkung auf die geglückten Aufnahmen.

## Erklärung
Bilder vom Weltall, die mit bodengebundenen Teleskopen aufgenommen werden, sind deutlich unschärfer als Bilder von Weltraumteleskopen gleicher Größe. Der Grund dafür ist die von der Erdatmosphäre verursachte optische Turbulenz. Diese führt neben der Unschärfe auch zur mit dem bloßen Auge beobachtbaren Szintillation bzw. dem Funkeln von Sternen. Die verursachte Unschärfe, in der Astronomie auch Seeing genannt, liegt im Bereich von Bogensekunden. Die theoretische erreichbare Auflösung, genauer Winkelauflösung, von modernen Großteleskopen liegt dagegen im sichtbaren Spektralbereich bei einigen zehn Millibogensekunden, ist also um zwei Größenordnungen besser. Das Lucky Imaging ist eines von mehreren Verfahren, die atmosphärisch verursachte Unschärfe zu reduzieren. Durch Auswahl der besten kurzbelichteten Einzelbilder einer längeren Bildsequenz ist es möglich, die Beugungsgrenze eines 2,5-m-Teleskops zu erreichen. Diese liegt unter 100 Millibogensekunden im sichtbaren Spektralbereich.

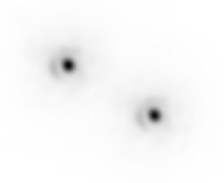
Doppelstern ξ Boötes (Bärenhüter) aufgenommen mit dem Nordic Optical Telescope am 13. Mai 2000 und der Lucky-Imaging-Methode. Die sogenannten Airyscheiben um die Sterne entstehen durch Beugung an der Teleskopapertur.
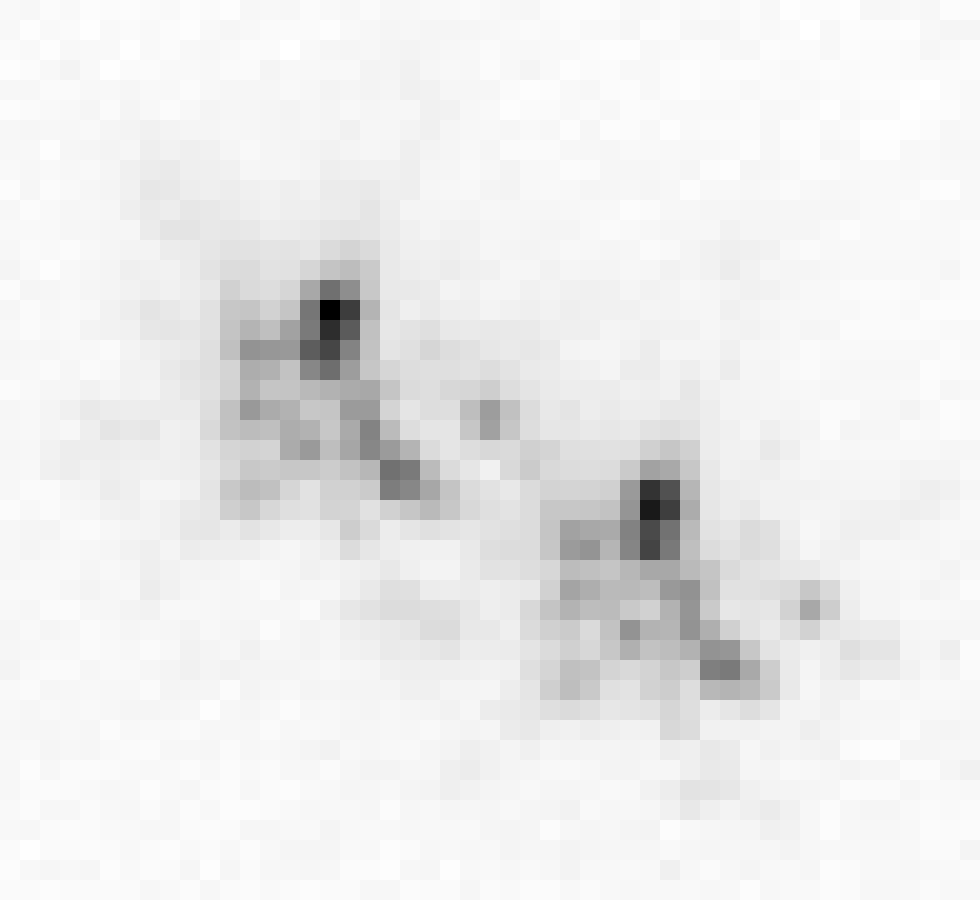
Typische kurzbelichtete Aufnahme des Doppelsterns ohne Anwendung des Lucky Imaging. Der durch die Erdatmosphäre verursachte optische Effekt ist an den kleinen Einzelpunkten, den sogenannten Speckles, erkennbar.

## Veranschaulichung des Prinzips
Die folgende Bildsequenz zeigt das Funktionsprinzip des Lucky Imaging. Aus einer Serie von 50.000 Bildern, aufgenommen mit einer Geschwindigkeit von ca. 40 Bildern pro Sekunde, wurden fünf unterschiedlich lang belichtete Aufnahmen generiert. Zusätzlich zeigt die Bildreihe ganz am Anfang ein Einzelbild mit schlechter optischer Qualität, welches nicht für die Lucky-Imaging-Methode ausgewählt wurde, und danach ein Einzelbild mit sehr hoher optischer Qualität, welches ausgewählt wurde. Alle Aufnahmen zeigen das Objekt mit der 2MASS ID J03323578+2843554. Norden ist oben und Osten links.
| LuckySingleExposureStrehl 3.5Percent   |  | Einzelaufnahme mit geringer optischer Qualität, wird nicht für das Lucky-Imaging-Verfahren ausgewählt. |
| Lucky Single Exposure Strehl 16Percent |  | Einzelaufnahme mit hoher optischer Qualität, wird für das Lucky-Imaging-Verfahren ausgewählt. |
|                                        |  | Das Bild zeigt den Mittelwert aller 50.000 Einzelaufnahmen, entsprechend einer Langzeitbelichtung von 21 Minuten (50.000/40 Sekunden). Dies ist das Seeing-limitierte Bild. Das Objekt ist etwas elongiert. Die Halbwertsbreite (FWHM) der Seeingscheibe beträgt ca. 0,9 Bogensekunden.                                                      |
|                                        |  | Das Bild zeigt den Mittelwert aller 50.000 Einzelaufnahmen, allerdings wurde jedes Bild vor der Mittelung auf einen festgelegten Referenzwert verschoben. Dies entspricht einer Bildstabilisierung der langbelichteten Aufnahme. Bereits durch dieses Verfahren werden mehr Details des Objektes erkennbar.                                  |
|                                        |  | Das Bild zeigt den Mittelwert der 25.000 besten Einzelaufnahmen, nachdem das hellste Pixel in allen Aufnahmen an die gleiche Referenzposition verschoben wurde. Durch die 50-%-Auswahl sind weitere Details, drei Punktquellen, erkennbar.                                                                                                   |
|                                        |  | Das Bild zeigt den Mittelwert der 5.000 (10 %) besten Einzelaufnahmen, nachdem das hellste Pixel in allen Aufnahmen an die gleiche Referenzposition verschoben wurde. Das umhüllende Halo ist weniger ausgeprägt und ein Beugungsring um das hellste Objekt ist klar erkennbar.                                                              |
|                                        |  | Das Bild zeigt den Mittelwert der 500 (1 %) besten Einzelaufnahmen, nachdem das hellste Pixel in allen Aufnahmen an die gleiche Referenzposition verschoben wurde. Das umhüllende Halo ist noch deutlicher unterdrückt. Das Signal-zu-Rausch-Verhältnis der hellsten Quelle ist in diesem Bild das höchste im Vergleich zu allen vorherigen. |

Die Differenz zwischen dem Seeing-limitierten Bild (3. Bild von oben) und dem Lucky-Imaging-Ergebnis, bei dem die 1 % besten Einzelbilder ausgewählt wurden, ist bemerkenswert: Auf letzterem kann ein Dreifach-System beobachtet werden, das auf dem anderen Bild nicht zu erkennen ist. Die hellste Komponente im Westen (auf den Bildern rechts) ist ein Stern der Spektralklasse M4V mit einer Magnitude von V=14,9. Dieser Stern wurde als Referenzquelle für das Lucky Imaging benutzt, d. h., dass das jeweils hellste Pixel um diesen Punkt auf einen vorher festgelegten Referenzpunkt verschoben wurde (erster Teil der Shift-and-add-Methode).
Die schwächere Komponente besteht aus zwei Sternen der Spektralklassen M4.5 und M5.5. Das System befindet sich in einer Entfernung von ca. 45 parsecs (pc). Airy-Ringe sind erkennbar und zeigen an, dass die Beugungsgrenze des Calar-Alto-Observatorium-2,2-m Teleskopes erreicht wurde. Das Signal-zu-Rausch-Verhältnis der Punktquellen nimmt mit strengerer Auswahl zu, das Seeing-Halo wird mit strengerer Auswahl mehr und mehr unterdrückt. Der Abstand zwischen den beiden hellen Objekten beträgt ca. 0,53 Bogensekunden, zwischen den beiden schwächsten Komponenten weniger als 0,16 Bogensekunden. Auf die Entfernung umgerechnet entspricht dies etwa dem 7,2-fachen Abstand der Erde zur Sonne, ungefähr 1 Milliarde Kilometer.

## Geschichte
Lucky-Imaging-Methoden wurden erstmals Mitte des 20. Jahrhunderts benutzt. Sie wurden populär durch die Beobachtung von Planeten in den 1950er und 1960er Jahren mit Kinokameras, teilweise mit Bildverstärkern. Es dauerte weitere 30 Jahre, bis die Technologie so weit war, dass Lucky Imaging praktikabel wurde. Die erste numerische Berechnung der Wahrscheinlichkeit von Aufnahmen hoher optischer Qualität, den „Lucky Images“, stammt von David L. Fried aus dem Jahr 1978.
Nahm man früher an, dass die Erdatmosphäre Aufnahmen von astronomischen Objekten verschmiert oder einfach unscharf macht (verzerrt, verwackelt, im Englischen „blurring“ genannt), nutzten Nieto und Thouvenot 1991 die Halbwertsbreite (FWHM) von Punktquellen im Bild als Auswahlkriterium, um die Auflösung zu steigern.
Spätere Studien nutzten die Tatsache, dass die Erdatmosphäre astronomische Aufnahmen nicht verschmiert bzw. unscharf macht, sondern generell mehrfache scharfe Kopien der Punktquellen erzeugt, die sogenannten „Speckles“. Neuere Methoden nutzten diese Erkenntnis, um deutlich schärfere Bilder zu erzeugen, als es mit den Vorläufermethoden gelang.
Anfang des 21. Jahrhunderts wurde genauer untersucht, wie die atmosphärischen Bedingungen, das Seeing, sich auf kurzen und langen Zeitskalen verhält. Ein beobachtetes quasi-periodisches Verhalten des Seeings auch innerhalb kurzer Zeitspannen, beispielsweise innerhalb der Beobachtungszeit einer Lucky-Imaging-Sequenz, kann die Wahrscheinlichkeit, Aufnahmen mit hoher optischer Qualität (lucky images) zu erhalten, erhöhen.

## Popularität der Technik
Sowohl Amateur- als auch Profi-Astronomen nutzen die Technik des Lucky Imaging. Moderne Webcams und Camcorder bieten die Möglichkeit, kurz belichtete Aufnahmen mit hoher Empfindlichkeit über längere Beobachtungszeiten abzuspeichern. Werden diese Kameras mit Teleskopen gekoppelt und nachfolgend auf dem Computer die Shift-and-add-Methode auf die Daten angewandt, lassen sich Aufnahmen mit beeindruckender Qualität und Auflösung erzielen.
Für die Auswahl der besten Bilder stehen verschiedene Methoden zur Verfügung, unter anderen die Strehl-Auswahl Methode, welche zuerst von John E. Baldwin vorgeschlagen wurde, sowie „Selective Image Reconstruction“, eine Bildkontrast-Methode von Ron Dantowitz.
Die Entwicklung und kommerzielle Verfügbarkeit von EMCCDs – auch LLLCCD, L3CCD, Low-Light-Level CCD genannt – ermöglicht das Lucky Imaging auch für schwache leuchtende Objekte.

## Alternative Methoden
Weitere Methoden, um die Einschränkungen des Auflösungsvermögens durch die Erdatmosphäre aufzuheben, sind neben der adaptiven Optik, die optische Interferometrie wie beispielsweise das VLTI, andere Formen der Speckle-Interferometrie sowie weltraumbasierende Teleskope wie beispielsweise das Hubble-Weltraumteleskop.